# Else Bechteler-Moses
Else Bechteler-Moses (* 26. April 1933 in Berlin; † 26. Januar 2023) war eine deutsche Künstlerin (Teppichkunst).

## Lebenslauf
Else Bechteler-Moses, Tochter von Theo Bechteler, lebte von 1945 bis 1952 in Immenstadt. Nach dem Besuch der Realschule Maria Stern absolvierte sie eine Lehre in der Handweberei Hense in Thalkirchdorf und studierte weiter an der Meisterschule für Kunsthandwerk in Berlin.
Ab 1958 war sie Meisterschülerin an der Akademie der Bildenden Künste in München bei Franz Nagel.
Else Bechteler-Moses war mit dem Photographen Stefan Moses (1928–2018) verheiratet und lebte als Kunstmalerin und Teppichkünstlerin in München.

## Stil
Bechteler-Moses war Teppichkünstlerin der Stilrichtung Informel. Sie gehörte in den 1970er-Jahren zu den ersten Künstlern, die sich von der Wand lösten und ihre transparenten Gewebe frei in den Raum hängten (Leonie von Wilckens).

## Werke (Auswahl)
- Tapisserie Der erhöhte Herr in der Sankt-Hedwigs-Kathedrale in Berlin
- Tapisserie Himmel und Erde im Westchor des Augsburger Doms
- Zweiteiliges Großes Tuch in der Sparkassenakademie in Landshut (1982/84)
- Liturgische Gewänder

## Auszeichnungen
- Kunstförderpreis der Stadt Augsburg (1968)
- Kunstpreis der Diözese Augsburg (1969, zusammen mit ihrem Vater Theo Bechteler und ihrem Bruder Christoph Bechteler)
- Förderpreis Angewandte Kunst der Stadt München (1981)